# Eccica-Suarella
Eccica-Suarella (korziško Eccica è Suaredda) je naselje in občina v francoskem departmaju Corse-du-Sud regije - otoka Korzika. Leta 1999 je naselje imelo 684 prebivalcev.

## Geografija
Kraj leži na zahodni strani otoka Korzike 20 km vzhodno od središča Ajaccia.

## Uprava
Občina Eccica-Suarella skupaj s sosednjimi občinami Bastelica, Cauro, Ocana in Tolla sestavlja kanton Bastelica; slednji se nahaja v okrožju Ajaccio.
1. ↑  »Populations légales 2016«. Nacionalni inštitut za statistične in gospodarske raziskave. Pridobljeno 25. aprila 2019.